# Baby Love (film 1979)
Baby Love è un film del 1979, diretto da Rino Di Silvestro.

## Trama
Baby Love è la figliastra di una regina che vive nel castello di Balsorano. La regina vuole vendere Baby Love all'asta, al miglior offerente, per coprire i debiti. Ci sono quattro partecipanti: un cinese, un americano, un russo ed un siciliano. Tutti vogliono la ancora vergine Baby Love, ma dopo la conclusione positiva dell'asta lei decide di perdere la propria verginità con l'amante della regina ...